# Скьюз, Коул
Коул Скьюз (англ. Cole Skuse; род. 29 марта 1986, спальный район Йет, Бристоль, Англия) — английский футболист, игравший на позиции полузащитника (защитника), игрок клуба «Колчестер Юнайтед».

## Карьера
Коул, будучи выпускником академии «Бристоль Сити», дебютировал за основной состав в качестве замены в матче против «Колчестер Юнайтед» 19 февраля 2005 года. В апреле 2005 года он подписал свой первый профессиональный контракт, сроком на два года. Затем он подписал новый контракт в январе 2006 года, на этот раз, на четыре года, до лета 2009 года.
Скьюз забил свой первый гол за клуб, реализовав пенальти в матче с «Джиллингемом» (6:0) в марте 2006 года.
14 мая 2013 года подписал трёхлетний контракт с клубом «Ипсвич Таун».
25 мая 2021 года в качестве свободного агента перешёл в «Кольчестер Юнайтед».